# Seasons (jeu)
 (décembre 2013).
Seasons est un jeu de société créé en 2012 par Régis Bonnessée et illustré par Naïade. Il est édité par la société Libellud. En Juin 2013 est sortie la première extension (Enchanted Kingdoms) du jeu qui propose 20 cartes supplémentaires ainsi que des nouvelles modalités de jeu. La deuxième extension (Path of Destiny) sortira quant à elle en mars 2014.

## Règles
Le jeu est composé de 50 cartes Pouvoir différentes, toutes présentes en deux exemplaires. L'extension Seasons : Enchanted Kingdoms permet de jouer avec un total de 70 cartes Pouvoir différentes (chacune étant en double exemplaire, le jeu contiendra 140 cartes au total). Un plateau rond permet de suivre l'évolution des saisons et le cours des énergies (eau, terre, air et feu). Un tour complet du plateau représente une année; une partie se joue en 3 ans. Il y a aussi 20 dés de saisons, répartis en 4 couleurs (bleus pour l'hiver, verts pour le printemps, jaune pour l'été et rouges pour l'automne).
Devant chaque joueur est posé un plateau individuel permettant de suivre, entre autres, l'évolution de sa jauge d'invocation et de sa réserve d'énergie.
Le prélude
On distribue 9 cartes Pouvoir à chaque joueur.
Le jeu commence tout d'abord par une phase de draft.
Chaque joueur va regarder ses 9 cartes, en choisir une qu'il mettra de côté et faire passer les cartes restantes à son voisin de gauche, pour recommencer le même processus jusqu'à ce qu'il ne reste plus de cartes à drafter et que chaque joueur ait fait un deck de 9 cartes.
Le tournoi
C'est la phase de jeu proprement dite. Le but est d'obtenir le plus de points de Prestige à la fin de la troisième année.
Les joueurs peuvent jouer les cartes de leur main en payant les coûts en énergie et/ou cristaux pour les mettre en jeu et activer leurs effets.
Sur la roue des saisons, le marqueur indique la saison en cours et la couleur des dés à lancer. Les dés permettent de gagner des énergies plus ou moins rares selon les saisons, des cristaux, piocher des nouvelles cartes ou encore augmenter le nombre de cartes pouvoir que l'on peut invoquer.
Toute la stratégie du jeu réside dans les combinaisons que vous aurez su préparer, détecter, anticiper et mettre en place, tout en sachant faire face aux effets des cartes de vos adversaires.
Décompte des points
À la fin de la troisième année, chaque joueur compte les points de Prestige qu'il a accumulés en additionnant les cristaux recueillis et les cartes de Pouvoir jouées devant lui. Il soustrait aussi à ce total différents malus en fonction, par exemple, des actions spéciales qu'il a pu faire ou des cartes qui lui restent en main. Celui qui a le plus de points de Prestige est désigné vainqueur.

## Extensions, versions
- Une extension, nommée Enchanted Kingdoms, est sortie en juin 2013 : elle comprend 20 nouvelles cartes illustrées, 12 jetons capacités spéciales et 10 cartes Enchantement permettant de personnaliser un peu plus chaque partie.

Deux cartes issues du jeu de base ont également été modifiées et incluses dans l'extension.
- Une deuxième extension, Path of Destiny, est prévue pour mars 2014.

Elle comprendra de nouvelles cartes, de nouveaux Enchantements ainsi qu'une nouveauté : un dé supplémentaire (le dé du Destin)